# جولييان دي ليفا
جولييان دي ليفا هو سياسي أرجنتيني، ولد في 1749 في مدينة لوخان، مقاطعة بوينس آيرس في الأرجنتين، وتوفي في 1818 في سان إيسيدرو في الأرجنتين.